# Torneo di Viareggio 2016
Il Torneo di Viareggio 2016 è la sessantottesima edizione del torneo calcistico internazionale riservato alle formazioni giovanili e organizzato dal CGC Viareggio.
La finale dell'edizione 2016 si è tenuta allo Stadio Torquato Bresciani. Il torneo è stato vinto dalla Juventus, che ha sconfitto per 3-2 in finale il Palermo, alla sua prima finale nella storia della competizione.

## Premi
1)  54º Premio "Bruno Roghi" a Daniele Dallera, caporedattore sportivo del Corriere della Sera.
2)  34º Premio "Torquato Bresciani" a Marcello Nicchi, presidente dell'AIA.
3)  27º Premio "Gaetano Scirea" a Paulo Sousa, allenatore della Fiorentina.
4)  12º Premio "Centro Giovani Calciatori" a Stefano Pellacani, avvocato versiliese.
5) Golden Boy Viareggio Cup Antonino La Gumina
6) Capocannoniere Antonino La Gumina (9 gol)
7) Miglior portiere del Torneo Leonardo Marson
8) Giocatore più giovane della finale Simone Santoro

## Squadre partecipanti

### Squadre italiane
- Ascoli
- Atalanta
- Bologna
- Cagliari
- Crotone
- Empoli
- Fiorentina
- Genoa
- Inter
- Juventus

- Livorno
- Milan
- Palermo
- Perugia
- Rappresentativa Serie D
- Sassuolo
- Spezia
- Torino
- Entella

### Squadre europee
- Akademija Pandev -
- Helsingør -
- Feyenoord -
- Rijeka -

### Squadre americane
- Belgrano -
- Deportivo Camioneros -
- L.I.A.C. New York -
- White Plains -
- Pumas UNAM -

### Squadre africane
- Abuja -
- Mounana -
- Ujana -

### Squadre oceaniane
- APIA Leichhardt -

## Formato
La Viareggio Cup si svolge secondo la seguente formula:

### Fase a gironi
- Le 32 squadre sono divise in 8 gironi (1, 2, 3, 4, 5, 6, 7 e 8), ciascuno composto da 4 squadre. A giudizio insindacabile della società organizzatrice sono nominate le teste di serie di ciascun girone.
- Vengono quindi formati due gruppi (A e B). Il gruppo A comprende i gironi 1, 2, 3 e 4, mentre il gruppo B comprende i gironi 5, 6, 7 e 8. In questa fase alle teste di serie sono affiancate, per sorteggio, le altre 24 squadre a completare gli 8 gironi.
- Le squadre si incontrano in gare di sola andata della durata di 80 minuti.[5] Le classifiche sono redatte in base ai seguenti criteri: 3 (tre) punti per ogni gara vinta, 1 (uno) punto per ogni gara terminata in parità, 0 (zero) punti per la sconfitta. In caso di parità di punteggio valgono i criteri in ordine elencati:
  - Esito scontri diretti
  - Differenza reti negli incontri diretti fra le squadre a parità di punti
  - Differenza reti nel totale degli incontri disputati nel girone
  - Maggior numero di reti segnate sul totale degli incontri disputati nel girone
  - Età media più bassa della lista dei calciatori iscritti al torneo
  - Sorteggio

### Ottavi di finale
Le prime 2 classificate di ciascun girone sono ammesse alla fase ad eliminazione diretta.
- Sono formati gli accoppiamenti tra le 8 (otto) prime classificate e le 8 (otto) seconde classificate. In ordine di classifica, le prime 4 (quattro) squadre prime classificate formano gli ottavi numero 1, 3, 5, 7. Le seconde 4 (quattro) squadre prime classificate formano gli ottavi numero 2, 4, 6, 8.
- In ordine inverso alla rispettiva classifica, la migliore prima classificata incontra l'ottava migliore seconda classificata, la seconda migliore prima classificata incontra la settima migliore seconda classificata e così via a incrocio.
- Eseguiti i relativi accoppiamenti, le squadre si incontrano tra di loro in gara unica ad eliminazione diretta. In caso di parità al termine dei tempi regolamentari, per determinare la squadra vincente si procede all'esecuzione dei calci di rigore.

### Quarti di finale
Sono ammesse ai quarti di finale le otto squadre vincenti. Si incontrano tra loro nel quarto 1 le vincenti degli ottavi 1 e 2, nel quarto 2 le vincenti degli ottavi 3 e 4, poi nel quarto 3 quelle 5 e 6, infine nel quarto 4 quelle 7 e 8. Le squadre si incontrano tra loro in gara unica ad eliminazione diretta. In caso di parità al termine dei tempi regolamentari, per determinare la squadra vincente si procede all'esecuzione dei calci di rigore.

### Semifinali
Le squadre vincenti dei quarti 1 e 2 si incontrano tra loro, e così le vincenti dei quarti 3 e 4, a comporre le due semifinali. In caso di parità di punteggio al termine dei tempi regolamentari si procede all'esecuzione dei calci di rigore.

### Finale
Le vincenti delle due semifinali disputano la finale. In caso di parità dopo i tempi regolamentari si disputano due tempi supplementari di 10 (dieci) minuti ciascuno; se dopo i due tempi supplementari sussiste ancora la parità, si procede al tiro alternato dei calci di rigore fino alla determinazione della squadra vincente.

## Fase a gironi[6]

### Gruppo A

#### Girone 1
| Squadra          | P.ti | G | V | P | S | GF | GS | DR  |
| ---------------- | ---- | - | - | - | - | -- | -- | --- |
| Spezia           | 9    | 3 | 3 | 0 | 0 | 12 | 3  | +9  |
| Inter            | 6    | 3 | 2 | 0 | 1 | 10 | 3  | +7  |
| Akademija Pandev | 3    | 3 | 1 | 0 | 2 | 5  | 8  | -3  |
| APIA Leichhardt  | 0    | 3 | 0 | 0 | 3 | 0  | 13 | -13 |

| Arbitro: | Capovilla (Verona) |

|                                                                  |           |  |
| Maggiore 19’ Antezza 34’ Okereke 51’ (rig.), 80+2’ Filipović 76’ | Marcatori |  |

| Arbitro: | La Penna (Roma) |

|                                                      |           |  |
| Baldini 25’ Correia 49’ Rapaić 62’ (rig.) Appiah 68’ | Marcatori |  |

| Arbitro: | Mercenaro (Genova) |

|                                        |           |  |
| Milovanovikj 10’ Mishov 16’ Radoic 45’ | Marcatori |  |

| Arbitro: | Capezzi (Valdarno) |

|            |           |                         |
| Gyamfi 43’ | Marcatori | 37’, 49’, 65’ Filipović |

| Arbitro: | Di Cairano (Ariano Irpino) |

|                                                    |           |  |
| Kouamé 9’, 13’ Correia 17’ Chiarion 48’ Appiah 70’ | Marcatori |  |

| Arbitro: | Miniutti (Maniago) |

|                       |           |                                                |
| Milovanovikj 12’, 15’ | Marcatori | 19’ Maggiore 30’, 49’ Okereke 80+2’ Paccagnini |

#### Girone 2
| Squadra   | P.ti | G | V | P | S | GF | GS | DR |
| --------- | ---- | - | - | - | - | -- | -- | -- |
| Atalanta  | 9    | 3 | 3 | 0 | 0 | 9  | 1  | +8 |
| Palermo   | 4    | 3 | 1 | 1 | 1 | 5  | 3  | +2 |
| Mounana   | 3    | 3 | 1 | 0 | 2 | 2  | 6  | -4 |
| Feyenoord | 1    | 3 | 0 | 1 | 2 | 1  | 7  | -6 |

| Arbitro: | Pirriatore (Bologna) |

|                                                |           |  |
| La Gumina 8’, 80+3’ Costantino 50’ Lo Faso 73’ | Marcatori |  |

| Arbitro: | Meraviglia (Pistoia) |

|                                                                |           |  |
| Lunetta 8’ (rig.) Di Rocco 22’ Napol 24’ Demba 51’ Ghidini 77’ | Marcatori |  |

| Arbitro: | Copat (Pordenone) |

|                        |           |  |
| Krešić 50’ Tulissi 73’ | Marcatori |  |

| Arbitro: | Severino (Campobasso) |

|  |           |              |
|  | Marcatori | 7’ Boupendza |

| Arbitro: | Degli Esposti (Bologna) |

|                          |           |                      |
| Lunetta 28’ Di Rocco 45’ | Marcatori | 73’ (rig.) Boupendza |

| Arbitro: | Gariglio (Pinerolo) |

|           |           |                      |
| Hamer 41’ | Marcatori | 54’ (rig.) La Gumina |

#### Girone 3
| Squadra            | P.ti | G | V | P | S | GF | GS | DR  |
| ------------------ | ---- | - | - | - | - | -- | -- | --- |
| Juventus           | 9    | 3 | 3 | 0 | 0 | 9  | 0  | +9  |
| Deport. Camioneros | 6    | 3 | 2 | 0 | 1 | 10 | 4  | +6  |
| Crotone            | 1    | 3 | 0 | 1 | 2 | 1  | 4  | -3  |
| L.I.A.C. New York  | 1    | 3 | 0 | 1 | 2 | 1  | 13 | -12 |

| Lido di Camaiore 14 marzo 2016, ore 15:00 CET 1ª giornata | Crotone      | 0 – 0 | L.I.A.C. New York | Stadio Benelli\| Arbitro: \| Miele (Nola) \| |
| Arbitro:                                                  | Miele (Nola) |       |                   |                                              |

| Arbitro: | Ceccon (Lovere) |

|                        |           |  |
| Vadalá 43’, 51’ (rig.) | Marcatori |  |

| Arbitro: | Lorenzin (Castelfranco Veneto) |

|             |           |  |
| Kastanos 6’ | Marcatori |  |

| Arbitro: | Meocci (Siena) |

|                      |           |                                                                                |
| Vongiebel 71’ (rig.) | Marcatori | 30’ Singer 34’ Chamorro 45’ Zalazar 74’ Gutierrez 77’ Tunas 79’, 80’ Maldonado |

| Arbitro: | Tursi (Valdarno) |

|                                                                                       |           |  |
| Clemenza 7’ (rig.), 37’ Pozzebon 33’ Morselli 52’ Vadalá 64’ (rig.) Tamba M'Pinda 74’ | Marcatori |  |

| Arbitro: | Somma (Castellammare di Stabia) |

|                                      |           |             |
| Borches 43’ Chamorro 45’ Zalazar 58’ | Marcatori | 80+2’ Mbaye |

#### Girone 4
| Squadra    | P.ti | G | V | P | S | GF | GS | DR |
| ---------- | ---- | - | - | - | - | -- | -- | -- |
| Sassuolo   | 6    | 3 | 2 | 0 | 1 | 4  | 3  | +1 |
| Empoli     | 6    | 3 | 2 | 0 | 1 | 2  | 1  | +1 |
| Perugia    | 3    | 3 | 1 | 0 | 2 | 2  | 2  | 0  |
| Pumas UNAM | 3    | 3 | 1 | 0 | 2 | 2  | 4  | -2 |

| Arbitro: | Donda (Cormons) |

|            |           |  |
| Mestre 17’ | Marcatori |  |

| Arbitro: | Gualtieri (Asti) |

|  |           |                |
|  | Marcatori | Mirval 9’, 71’ |

| Arbitro: | Gentile (Seregno) |

|  |           |                    |
|  | Marcatori | 49’ (rig.) Pierini |

| Arbitro: | Borriello (Torre del Greco) |

|            |           |  |
| Barron 25’ | Marcatori |  |

| Arbitro: | Cavallina (Parma) |

|           |           |  |
| Mosti 21’ | Marcatori |  |

| Arbitro: | Tedesco (Pisa) |

|            |           |                                   |
| Barron 69’ | Marcatori | 55’ Erlić 62’ Bruschi 64’ Pierini |

### Gruppo B

#### Girone 5
| Squadra  | P.ti | G | V | P | S | GF | GS | DR |
| -------- | ---- | - | - | - | - | -- | -- | -- |
| Ujana    | 5    | 3 | 1 | 2 | 0 | 6  | 5  | +1 |
| Milan    | 4    | 3 | 1 | 1 | 1 | 6  | 5  | +1 |
| Ascoli   | 4    | 3 | 1 | 1 | 1 | 6  | 6  | 0  |
| Cagliari | 3    | 3 | 1 | 0 | 2 | 3  | 5  | -2 |

| Arbitro: | Gualtieri (Asti) |

|                                                       |           |              |
| Gamarra 38’ La Ferrara 43’ Crociata 67’ Casiraghi 75’ | Marcatori | 32’ Orsolini |

| Arbitro: | Guarnieri (Empoli) |

|             |           |                              |
| Cortesi 78’ | Marcatori | 19’ Luezi 34’ (rig.) Lukombe |

| Arbitro: | Ricci (Firenze) |

|                         |           |                 |
| Lukombe 19’ (rig.), 56’ | Marcatori | 25’, 40’ Manari |

| Arbitro: | Bitonti (Bologna) |

|  |           |                      |
|  | Marcatori | 12’ Murgia 35’ Arras |

| Arbitro: | Luciani (Roma) |

|                            |           |                                   |
| Casiraghi 39’ Mastalli 52’ | Marcatori | 58’ Kubaleka 80+1’ (rig.) Lukombe |

| Arbitro: | Catastini (Pisa) |

|                                     |           |  |
| Orsolini 8’, 40+1’ Giannantonio 41’ | Marcatori |  |

#### Girone 6
| Squadra    | P.ti | G | V | P | S | GF | GS | DR |
| ---------- | ---- | - | - | - | - | -- | -- | -- |
| Entella    | 6    | 3 | 2 | 0 | 1 | 5  | 6  | -1 |
| Fiorentina | 5    | 3 | 1 | 2 | 0 | 5  | 2  | +3 |
| Belgrano   | 4    | 3 | 1 | 1 | 1 | 4  | 4  | 0  |
| Abuja      | 1    | 3 | 0 | 1 | 2 | 2  | 4  | -2 |

| Arbitro: | Cudini (Fermo) |

|                 |           |             |
| Castrovilli 44’ | Marcatori | 12’ Caseres |

| Arbitro: | Giordano (Novara) |

|                     |           |                     |
| Moreo 59’ Mitta 72’ | Marcatori | 46’ (rig.) Suleiman |

| Arbitro: | Santorelli (Salerno) |

|  |           |                        |
|  | Marcatori | 39’ Mitta 68’ Semprini |

| Arbitro: | Esposito (Aprilia) |

|              |           |  |
| Albornoz 40’ | Marcatori |  |

| Arbitro: | Moriconi (Roma) |

|          |           |         |
| Caso 77’ | Marcatori | 3’ Sani |

| Arbitro: | Berger (Pinerolo) |

|                          |           |                                     |
| Caseres 60’ Albornoz 79’ | Marcatori | 16’ (rig.), 39’ Moreo 62’ Dany Mota |

#### Girone 7
| Squadra      | P.ti | G | V | P | S | GF | GS | DR  |
| ------------ | ---- | - | - | - | - | -- | -- | --- |
| Genoa        | 9    | 3 | 3 | 0 | 0 | 10 | 2  | +8  |
| Bologna      | 6    | 3 | 2 | 0 | 1 | 8  | 4  | +4  |
| Rijeka       | 3    | 3 | 1 | 0 | 2 | 5  | 5  | 0   |
| White Plains | 0    | 3 | 0 | 0 | 3 | 3  | 15 | -12 |

| Arbitro: | Amadio (Ascoli Piceno) |

|                                        |           |  |
| Gomes 4’ Ierardi 34’ Embaló 76’ (rig.) | Marcatori |  |

| Arbitro: | Maranesi (Ciampino) |

|                                                                     |           |               |
| Saporetti 21’, 45’ Trovade 38’ Calabrese 41’ Tabacchi 49’ Colli 73’ | Marcatori | 31’ Inverardi |

| Arbitro: | Colombo (Como) |

|                                        |           |               |
| Asencio 26’ Corsinelli 37’ Fassone 75’ | Marcatori | 36’ Saporetti |

| Arbitro: | Moro (Schio) |

|                                      |           |              |
| Vizinger 8’, 68’, 78’ Budan 11’, 49’ | Marcatori | 3’ Inverardi |

| Arbitro: | Bertelli (Busto Arsizio) |

|                                                 |           |             |
| Benedetti 22’, 56’ Scannapieco 25’ Matarese 61’ | Marcatori | 33’ Bonetti |

| Arbitro: | Mastrogiuseppe (Sulmona) |

|  |           |              |
|  | Marcatori | 9’ Saporetti |

#### Girone 8
| Squadra                 | P.ti | G | V | P | S | GF | GS | DR |
| ----------------------- | ---- | - | - | - | - | -- | -- | -- |
| Torino                  | 9    | 3 | 3 | 0 | 0 | 4  | 0  | +4 |
| Livorno                 | 4    | 3 | 1 | 1 | 1 | 2  | 1  | +1 |
| Helsingør               | 3    | 3 | 1 | 0 | 2 | 1  | 3  | -2 |
| Rappresentativa Serie D | 1    | 3 | 0 | 1 | 2 | 0  | 3  | -3 |

| Arbitro: | Santoro (Messina) |

|             |           |  |
| Berardi 61’ | Marcatori |  |

| Livorno 15 marzo 2016, ore 15:00 CET 1ª giornata | Livorno                  | 0 – 0 | Rappresentativa Serie D | Stadio Picchi-Banditella\| Arbitro: \| Pashuku (Albano Laziale) \| |
| Arbitro:                                         | Pashuku (Albano Laziale) |       |                         |                                                                    |

| Arbitro: | Zufferli (Udine) |

|             |           |  |
| Gjuci 80+3’ | Marcatori |  |

| Arbitro: | Ruggiero (Roma) |

|              |           |  |
| Svendsen 77’ | Marcatori |  |

| Arbitro: | Perissinotto (San Donà di Piave) |

|                            |           |  |
| Traore 27’ Ianniello 40+1’ | Marcatori |  |

| Arbitro: | Catucci (Foggia) |

|  |           |                       |
|  | Marcatori | 12’ Testa 42’ Sagnini |

## Fase a eliminazione diretta[8]
|  | Ottavi di finale | Ottavi di finale | Ottavi di finale |                |            | Quarti di finale | Quarti di finale | Quarti di finale |  |  | Semifinali | Semifinali | Semifinali |  |  | Finale | Finale | Finale |  |
|  |                  |                  |                  |                |            |                  |                  |                  |  |  |            |            |            |  |  |        |        |        |  |
|  | Spezia           | Spezia           | 1                |                |            |                  |                  |                  |  |  |            |            |            |  |  |        |        |        |  |
|  | Spezia           | Spezia           | 1                |                |            |                  |                  |                  |  |  |            |            |            |  |  |        |        |        |  |
|  | Livorno          | Livorno          | 0                |                |            |                  |                  |                  |  |  |            |            |            |  |  |        |        |        |  |
|  | Livorno          | Livorno          | 0                |                | Spezia     | Spezia           | 2                |                  |  |  |            |            |            |  |  |        |        |        |  |
|  |                  |                  |                  |                | Spezia     | Spezia           | 2                |                  |  |  |            |            |            |  |  |        |        |        |  |
|  |                  |                  | Torino           | Torino         | 1          |                  |                  |                  |  |  |            |            |            |  |  |        |        |        |  |
|  | Torino (dtr)     | Torino (dtr)     | Torino           | Torino         | 1          | 2 (5)            |                  |                  |  |  |            |            |            |  |  |        |        |        |  |
|  | Torino (dtr)     | Torino (dtr)     |                  |                |            |                  |                  |                  |  |  |            |            |            |  |  |        |        |        |  |
|  | Empoli           | Empoli           | 2 (3)            |                |            |                  |                  |                  |  |  |            |            |            |  |  |        |        |        |  |
|  | Empoli           | Empoli           | 2 (3)            |                | Spezia     | Spezia           | 2 (2)            |                  |  |  |            |            |            |  |  |        |        |        |  |
|  |                  |                  |                  |                |            |                  |                  |                  |  |  |            |            |            |  |  |        |        |        |  |
|  |                  |                  | Juventus (dtr)   | Juventus (dtr) | 2 (3)      |                  |                  |                  |  |  |            |            |            |  |  |        |        |        |  |
|  | Juventus         | Juventus         | Juventus (dtr)   | Juventus (dtr) | 2 (3)      | 4                |                  |                  |  |  |            |            |            |  |  |        |        |        |  |
|  | Juventus         | Juventus         |                  |                |            |                  |                  |                  |  |  |            |            |            |  |  |        |        |        |  |
|  | Milan            | Milan            | 0                |                |            |                  |                  |                  |  |  |            |            |            |  |  |        |        |        |  |
|  | Milan            | Milan            | 0                |                | Juventus   | Juventus         | 3                |                  |  |  |            |            |            |  |  |        |        |        |  |
|  |                  |                  |                  |                | Juventus   | Juventus         | 3                |                  |  |  |            |            |            |  |  |        |        |        |  |
|  |                  |                  | Bologna          | Bologna        | 1          |                  |                  |                  |  |  |            |            |            |  |  |        |        |        |  |
|  | Sassuolo         | Sassuolo         | Bologna          | Bologna        | 1          | 1 (3)            |                  |                  |  |  |            |            |            |  |  |        |        |        |  |
|  | Sassuolo         | Sassuolo         |                  |                |            |                  |                  |                  |  |  |            |            |            |  |  |        |        |        |  |
|  | Bologna (dtr)    | Bologna (dtr)    | 1 (4)            |                |            |                  |                  |                  |  |  |            |            |            |  |  |        |        |        |  |
|  | Bologna (dtr)    | Bologna (dtr)    | 1 (4)            |                | Juventus   | Juventus         | 3                |                  |  |  |            |            |            |  |  |        |        |        |  |
|  |                  |                  |                  |                |            |                  |                  |                  |  |  |            |            |            |  |  |        |        |        |  |
|  |                  |                  | Palermo          | Palermo        | 2          |                  |                  |                  |  |  |            |            |            |  |  |        |        |        |  |
|  | Genoa            | Genoa            | Palermo          | Palermo        | 2          | 1                |                  |                  |  |  |            |            |            |  |  |        |        |        |  |
|  | Genoa            | Genoa            |                  |                |            |                  |                  |                  |  |  |            |            |            |  |  |        |        |        |  |
|  | Palermo          | Palermo          | 2                |                |            |                  |                  |                  |  |  |            |            |            |  |  |        |        |        |  |
|  | Palermo          | Palermo          | 2                |                | Palermo    | Palermo          | 1                |                  |  |  |            |            |            |  |  |        |        |        |  |
|  |                  |                  |                  |                | Palermo    | Palermo          | 1                |                  |  |  |            |            |            |  |  |        |        |        |  |
|  |                  |                  | Entella          | Entella        | 0          |                  |                  |                  |  |  |            |            |            |  |  |        |        |        |  |
|  | Entella          | Entella          | Entella          | Entella        | 0          | 4                |                  |                  |  |  |            |            |            |  |  |        |        |        |  |
|  | Entella          | Entella          |                  |                |            |                  |                  |                  |  |  |            |            |            |  |  |        |        |        |  |
|  | Dep. Camioneros  | Dep. Camioneros  | 1                |                |            |                  |                  |                  |  |  |            |            |            |  |  |        |        |        |  |
|  | Dep. Camioneros  | Dep. Camioneros  | 1                |                | Palermo    | Palermo          | 3                |                  |  |  |            |            |            |  |  |        |        |        |  |
|  |                  |                  |                  |                |            |                  |                  |                  |  |  |            |            |            |  |  |        |        |        |  |
|  |                  |                  | Inter            | Inter          | 2          |                  |                  |                  |  |  |            |            |            |  |  |        |        |        |  |
|  | Atalanta         | Atalanta         | Inter            | Inter          | 2          | 0                |                  |                  |  |  |            |            |            |  |  |        |        |        |  |
|  | Atalanta         | Atalanta         |                  |                |            |                  |                  |                  |  |  |            |            |            |  |  |        |        |        |  |
|  | Fiorentina       | Fiorentina       | 1                |                |            |                  |                  |                  |  |  |            |            |            |  |  |        |        |        |  |
|  | Fiorentina       | Fiorentina       | 1                |                | Fiorentina | Fiorentina       | 0                |                  |  |  |            |            |            |  |  |        |        |        |  |
|  |                  |                  |                  |                | Fiorentina | Fiorentina       | 0                |                  |  |  |            |            |            |  |  |        |        |        |  |
|  |                  |                  | Inter            | Inter          | 2          |                  |                  |                  |  |  |            |            |            |  |  |        |        |        |  |
|  | Ujana            | Ujana            | Inter            | Inter          | 2          | 0                |                  |                  |  |  |            |            |            |  |  |        |        |        |  |
|  | Ujana            | Ujana            |                  |                |            |                  |                  |                  |  |  |            |            |            |  |  |        |        |        |  |
|  | Inter            | Inter            | 5                |                |            |                  |                  |                  |  |  |            |            |            |  |  |        |        |        |  |

### Ottavi di finale
| Squadra 1 | Risultato       | Squadra 2            |
| --------- | --------------- | -------------------- |
| Spezia    | 1 - 0           | Livorno              |
| Torino    | 2 - 2 (5-3 dcr) | Empoli               |
| Juventus  | 4 - 0           | Milan                |
| Sassuolo  | 1 - 1 (3-4 dcr) | Bologna              |
| Genoa     | 1 - 2           | Palermo              |
| Entella   | 4 - 1           | Deportivo Camioneros |
| Atalanta  | 0 - 1           | Fiorentina           |
| Ujana     | 0 - 5           | Inter                |

| Arbitro: | Mantelli (Brescia) |

|              |           |  |
| Filipović 7’ | Marcatori |  |

| Arbitro: | Chindemi (Viterbo) |

|                                                |                      |                             |
| Compagno 26’ Candellone 54’                    | Marcatori            | 73’ Olivieri 80+2’ Manicone |
| Mantovani Piccoli Stanghellini Compagno Traore | Tiri di rigore 5 – 3 | Carradori Meroni Zini Mosti |

| Arbitro: | Pagliardini (Arezzo) |

|                                                     |           |  |
| Pozzebon 21’ Bove 31’ Di Massimo 69’ Morselli 80+2’ | Marcatori |  |

| Arbitro: | Detta (Mantova) |

|                                     |                      |                                |
| Adjapong 29’                        | Marcatori            | 40+1’ Saporetti                |
| Caputo Pierini Bruschi Broh Masetti | Tiri di rigore 3 – 4 | Tabacchi Souare Menarini Tazza |

| Arbitro: | Miele (Torino) |

|           |           |                                   |
| Gomes 50’ | Marcatori | 19’ (rig.) La Gumina 52’ Giuliano |

| Arbitro: | Curti (Milano) |

|                                                      |           |                |
| Dany Mota 40+2’ Castagna 44’ Sene 48’ Semprini 80+2’ | Marcatori | 58’ Casagrande |

| Arbitro: | Zingarelli (Siena) |

|  |           |            |
|  | Marcatori | 59’ Mlakar |

| Arbitro: | Cipriani (Empoli) |

|  |           |                                                                             |
|  | Marcatori | 20’ Bonetto 47’ (rig.) Correia 64’ Appiah 68’ (rig.) Pinamonti 72’ Bakayoko |

### Quarti di finale
| Squadra 1  | Risultato | Squadra 2 |
| ---------- | --------- | --------- |
| Spezia     | 2 - 1     | Torino    |
| Juventus   | 3 - 1     | Bologna   |
| Palermo    | 1 - 0     | Entella   |
| Fiorentina | 0 - 2     | Inter     |

| Arbitro: | Mei (Pesaro) |

|                                |           |               |
| Maggiore 5’ Okereke 51’ (rig.) | Marcatori | 36’ Carissoni |

| Arbitro: | Massimi (Termoli) |

|                                 |           |            |
| Didiba 7’, 40+4’ Di Massimo 56’ | Marcatori | 46’ Souare |

| Arbitro: | Bichisecchi (Livorno) |

|               |           |  |
| La Gumina 80’ | Marcatori |  |

| Arbitro: | Fourneau (Roma) |

|  |           |                       |
|  | Marcatori | 62’ Zonta 71’ Correia |

### Semifinali
| Squadra 1 | Risultato       | Squadra 2 |
| --------- | --------------- | --------- |
| Palermo   | 3 - 2           | Inter     |
| Spezia    | 2 - 2 (2-3 dcr) | Juventus  |

| Arbitri: | Prontera (Bologna) Assistenti: Rossini (Padova) Badoer (Castelfranco Veneto) |

|                                       |           |                        |
| Maddaloni 3’ La Gumina 5’ (rig.), 17’ | Marcatori | 36’ Gyamfi 44’ Correia |

| Arbitri: | Mainardi (Bergamo) Assistenti: M. Rossi (Novara) Novellino (Brescia) |

|                                                        |                      |                                              |
| Filipović 40’ Maggiore 80'+5’                          | Marcatori            | 53’ Lirola 58’ (aut.) Schiattarella          |
| Okereke Candela Schiattarella Faiola Demofonti Badiali | Tiri di rigore 2 – 3 | Bove Morselli Moreno Kastanos Lirola Severin |

### Finale
| Squadra 1 | Risultato | Squadra 2 |
| --------- | --------- | --------- |
| Palermo   | 2 - 3     | Juventus  |

| Arbitri: | Paolo Valeri (Roma 2) Assistenti: De Luca (Pescara) Vuoto (Livorno) |

| |              | |
| La Gumina 28’, 37’ (rig.) | Marcatori    | 14’ Kastanos 34’ (rig.) Vadalá 80’ (rig.) Di Massimo                                                                                  |
| · Marson · Tafa · Maddaloni · 70’ Punzi · 46’ Dalia · 81’ Costantino · Ferchichi · Santoro · Giuliano · Lo Faso · La Gumina                     | Formazioni   | · Del Favero · Lirola · Blanco · Severin · Coccolo · Cassata · Bove 71’ · Macek 72’ · Vadalá · Morselli 61’ · Kastanos                |
| · Di Cara · Di Franco · 70’ Toscano · 81’ Grillo · Palmisano · Plescia · 46’ Bonfiglio · Pane · Gattabria · Tramnonte · Maniscalchi · Formisano | Sostituzioni | · Vitali · Consol · Eleuteri · Zappa · Pozzebon · Beruatto · Touré 61’ · Didiba 71’ · Di Massimo 72’ · Dieye · Parodi · Tamba M'Pinda |
| Bosi | Allenatori   | Grosso |

## Classifica marcatori
| Gol | Rigori |  | Giocatore           | Squadra        |
| --- | ------ |  | ------------------- | -------------- |
| 9   | 4      |  | Antonino La Gumina  | Palermo        |
| 6   | 1      |  | Andrija Filipović   | Spezia         |
| 5   |        |  | Simone Saporetti    | Bologna        |
| 5   | 1      |  | José Correia        | Inter          |
| 5   | 2      |  | David Okereke       | Spezia         |
| 4   |        |  | Giulio Maggiore     | Spezia         |
| 4   | 3      |  | Muzungu Lukombe     | Ujana          |
| 4   | 3      |  | Guido Vadalá        | Juventus       |
| 3   |        |  | Samuel Appiah       | Inter          |
| 3   |        |  | Daniel Milovanovikj | Brera Strumica |
| 3   |        |  | Riccardo Orsolini   | Ascoli         |
| 3   |        |  | Dario Vizinger      | Rijeka         |
| 3   | 1      |  | Alessio Di Massimo  | Juventus       |
| 3   | 1      |  | Riccardo Moreo      | Entella        |